# Bliss n Eso
Bliss n Eso ist eine australische Hip-Hop-Band aus Sydney.

## Bandgeschichte
Die Band wurde 2000 ursprünglich unter dem Namen Bliss n Esoterikizm gegründet, was sich aber als zu lang und kompliziert erwies und deshalb gekürzt wurde. Die Band besteht aus den Rappern Jonathan Notley, der ursprünglich aus den USA stammt, und Max MacKinnen sowie dem DJ Tarik Ejjamai. Sie kannten sich schon von der High School, bevor sie Bliss n Eso gründeten. Zuerst veröffentlichten sie eine EP und ein Mixtape in Eigenregie, bevor sie 2004 bei Obese Records unterschrieben. Ihr Debütalbum Flowers in the Pavement aus demselben Jahr wurde mit Unterstützung von Mitgliedern der Hilltop Hoods produziert, der erfolgreichsten australischen Hip-Hop-Band. Trotzdem war der ersten LP noch kein großer Erfolg beschieden und so wechselten sie das Label vor ihrer zweiten Albumveröffentlichung.
Day of the Dog erschien 2006 und brachte dem Trio eine erste Platzierung in den australischen Albumcharts. Ihr erster Singleerfolg folgte ein Jahr später: Mit dem afrikanischen Zulu Connections Choir, der auf Tour in Australien war, nahmen sie das Lied Bullet and a Target als Benefizsingle für das Entwicklungshilfeprojekt der australischen Oaktree Foundation auf. Bereits 2008 folgte das dritte Album von Bliss n Eso mit dem Titel Flying Colours, mit dem sie sich endgültig in der australischen Hip-Hop-Szene etablierten. Für diese LP bekamen sie auch einen ARIA Award für das beste Urban-Album des Jahres. Das wirkte sich dann auch bei ihrem nächsten Album Running on Air aus, das 2010 direkt auf Platz eins der Charts einstieg.
Bis zu ihrem nächsten Album vergingen dann drei Jahre, dafür wurde es auch in den USA veröffentlicht. Während es in ihrer Heimat das zweite Nummer-eins-Album in Folge wurde, schafften Bliss n Eso mit Circus in the Sky mit einer Platzierung in den R&B-Charts auch in den Vereinigten Staaten einen Achtungserfolg.

## Diskografie

### Alben
| Jahr | Titel                   | Höchstplatzierung, Gesamtwochen, AuszeichnungChartplatzierungen (Jahr, Titel, Platzierungen, Wochen, Auszeichnungen, Anmerkungen) | Höchstplatzierung, Gesamtwochen, AuszeichnungChartplatzierungen (Jahr, Titel, Platzierungen, Wochen, Auszeichnungen, Anmerkungen) | Anmerkungen                                               |
| Jahr | Titel                   | AU | CH | Anmerkungen                                               |
| ---- | ----------------------- | --- | --- | --------------------------------------------------------- |
| 2004 | Flowers in the Pavement | AU46 (1 Wo.)AU | — | Erstveröffentlichung: 23. August 2004 Charteinstieg: 2024 |
| 2006 | Day of the Dog          | AU45 (1 Wo.)AU | — | Erstveröffentlichung: 4. März 2006                        |
| 2008 | Flying Colours          | AU10 Platin · (8 Wo.)AU | — | Erstveröffentlichung: 26. April 2008                      |
| 2010 | Running on Air          | AU1 Platin · (37 Wo.)AU | — | Erstveröffentlichung: 30. Juli 2010                       |
| 2013 | Circus in the Sky       | AU1 Platin · (27 Wo.)AU | — | Erstveröffentlichung: 28. Juni 2013                       |
| 2017 | Off the Grid            | AU1 Platin · (15 Wo.)AU | CH99 (1 Wo.)CH | Erstveröffentlichung: 28. April 2017                      |
| 2018 | My Astral Plane         | AU42 (1 Wo.)AU | — |                                                           |
| 2021 | The Sun                 | AU2 (3 Wo.)AU | — | Erstveröffentlichung: 27. August 2021                     |

### Singles
| Jahr | Titel Album                                  | Höchstplatzierung, Gesamtwochen, AuszeichnungChartsChartplatzierungen (Jahr, Titel, Album, Platzierungen, Wochen, Auszeichnungen, Anmerkungen) | Anmerkungen                                                         |
| Jahr | Titel Album                                  | AU | Anmerkungen                                                         |
| ---- | -------------------------------------------- | --- | ------------------------------------------------------------------- |
| 2007 | Bullet and a Target Flying Colours           | AU43 (1 Wo.)AU | Erstveröffentlichung: 27. Oktober 2007 feat. Connections Zulu Choir |
| 2010 | Down by the River Running on Air             | AU45 ×2Doppelplatin · (2 Wo.)AU | Erstveröffentlichung: 14. Mai 2010                                  |
| 2010 | Addicted Running on Air                      | AU38 ×6Sechsfachplatin · (9 Wo.)AU |                                                                     |
| 2013 | House of Dreams Circus in the Sky            | AU45 Platin · (2 Wo.)AU | Erstveröffentlichung: 8. März 2013                                  |
| 2013 | Home Is Where the Heart Is Circus in the Sky | AU31 Gold · (1 Wo.)AU | Erstveröffentlichung: 10. Mai 2013                                  |
| 2013 | Act Your Age Circus in the Sky               | AU31 ×4Vierfachplatin · (6 Wo.)AU | Erstveröffentlichung: 16. August 2013                               |
| 2013 | My Life Circus in the Sky                    | AU26 ×2Doppelplatin · (7 Wo.)AU | Erstveröffentlichung: 11. November 2013 feat. Ceekay Jones          |
| 2016 | Dopamine Off the Grid                        | AU38 Platin · (1 Wo.)AU | Erstveröffentlichung: 29. September 2016 feat. Thief                |
| 2017 | Moments Off the Grid                         | AU25 ×5Fünffachplatin · (17 Wo.)AU | Erstveröffentlichung: 28. März 2017 feat. Gavin James               |

Weitere Lieder
- 2006: Up Jumped the Boogie
- 2006: Party at My Place (AU: Gold, feat. Motley)
- 2006: Then Till Now
- 2006: Mad Tight
- 2007: Coppin’ It Sweet/Blazin’
- 2008: Woodstock 2008
- 2008: The Sea Is Rising (AU: ×2Doppelplatin )
- 2009: Eye of the Storm (AU: Platin)
- 2009: Field of Dreams
- 2009: On Tour
- 2011: Family Affair (AU: Platin)
- 2011: Coastal Kids (AU: Gold)
- 2013: Reflections (AU: ×2Doppelplatin )
- 2013: Reservoir Dogs (feat. Seth Sentry, 360, Pez & Draft; AU: Platin)
- 2014: I Am Somebody (feat. Nas; AU: Gold)
- 2016: Friend Like You (feat. Lee Fields; AU: Platin)
- 2016: Coolin’ (feat. Dizzy Wright & Rob Curly; AU: Gold)
- 2017: Believe (feat. Mario; AU: Gold)

## Auszeichnungen für Musikverkäufe
| Goldene Schallplatte - Australien - 2025: für das Lied Get Your Boof On - 2025: für das Lied Happy in My Hoody - Neuseeland - 2018: für die Single Moments | Platin-Schallplatte - Australien - 2025: für das Lied Tear the Roof Off |

Anmerkung: Auszeichnungen in Ländern aus den Charttabellen bzw. Chartboxen sind in ebendiesen zu finden.
| Land/RegionAuszeichnungen für Musikverkäufe (Land/Region, Auszeichnungen, Verkäufe, Quellen) | Gold     | Platin       | Verkäufe  | Quellen          |
| -------------------------------------------------------------------------------------------- | -------- | ------------ | --------- | ---------------- |
| Australien (ARIA)                                                                            | 8× Gold8 | 34× Platin34 | 2.660.000 | aria.com.au      |
| Neuseeland (RMNZ)                                                                            | Gold1    | —            | 15.000    | radioscope.co.nz |
| Insgesamt                                                                                    | 9× Gold9 | 34× Platin34 |           |                  |